# François Roche (journaliste)
Pour les articles homonymes, voir François Roche et Roche.
François Roche est un journaliste économique et géopolitique français, ancien directeur de la rédaction de La Tribune et du magazine L'Expansion.
Il travaille pour L'Express entre 2020 et 2022, et quitte le journal après que le magazine Arrêt sur images dévoile sa série de plagiats de la presse anglophone.